# Hersheypark
Hersheypark (eerder Hershey Park) is een attractiepark in Hershey, Pennsylvania dicht bij de Hershey chocoladefabriek gesitueerd.
Hershey Park werd in 1907 geopend als ontspanningsplaats voor de medewerkers van the Hershey Chocolate Company, een Amerikaanse snoepfabriek. Later besloot het bedrijf het park open te stellen voor iedereen. Tegenwoordig beslaat het park 450000 m2 en heeft meer dan 60 attracties. Het toegangskaartje voor Hersheypark geeft tevens toegang tot ZooAmerica, een nabijgelegen dierentuin. Ook nabijgelegen is Hershey's Chocolate World, een bezoekerscentrum met winkels, restaurants en een attractie met als thema chocolade.

## Geschiedenis

### Opening
In 1903 onderzocht Milton S. Hershey, stichter van the Hershey Chocolate Company een geschikte plek langs Spring Creek voor zijn park. Op 24 april 1907 opende Hershey Park met een honkbalwedstrijd op het nieuw aangelegde atletiekveld. Het nieuw aangelegde park was een plek voor picknicks, varen en kanoën. In een muziekkoepel waren vaudeville en theaterproducties.

### 1908–1929
In 1908 werd een draaimolen gebouwd en amphitheater met 1500 zitplaatsen. De volgende uitbreiding was in 1909 met de komst van een tennisbaan, twee bowlingbanen, een grotere muziekkoepel en een fotogalerij. Ook konden gasten een ritje maken in de spoorbaan door het park. In juli 1912 werd een draaimolen gebouwd met een doorsnede van 15 meter met 53 dieren. De draaimolen was toentertijd een van de grootste draaimolens in de Verenigde Staten. Tussen 1913 en 1923 vonden er verscheidene uitbreidingen plaats zoals een danszaal, de Starlight Ballroom, een podium voor bigbands, een conferentiecentrum (het tegenwoordige Hersheymuseum), het Hershey Park Café en de dierentuin Hershey Zoo. In 1923 werd de houten achtbaan Wildcat gebouwd. Verder werden nog een reuzenrad, Aeroplane swing en Skooter toegevoegd. In 1929 werd een complex bestaande uit 4 zwembaden toegevoegd.

### 1930–1971
In 1933 werd de boomstamattractie The Mill Chute toegevoegd aan het park. De attractie Wild Cat werd in 1935 gerenoveerd en enigszins aangepast om de rit minder schokkerig te maken door de houten constructie. In 1945 telde het park vijfentwintig attracties. In dat jaar werd de in 1912 geopende draaimolen vervangen door een andere draaimolen uit 1919. De door de Philadelphia Toboggan Coasters gebouwde draaimolen staat nog steeds in Hersheypark. In 1946 werd de Wildcat afgebroken en vervangen door een nieuwe achtbaan genaamd Comet. In 1950 werden twee 20 meter hoge reuzenraderen toegevoegd en in 1960 werd de Dry Gulch Railroad aangelegd.

### 1971–1990
Het in 1971 opgestarte herontwikkelingsplan had als doel Hershey Park om te vormen van een regionaal bekend amusementspark tot een groot attractiepark. Hershey Park werd omgedoopt tot Hersheypark en bezoekers betaalden één toegangsprijs in plaats van een toegangsprijs per attractie. Op 4 juli 1977 werd de eerste stalen loopingachtbaan, genaamd SooperDooperLooper, aan de oostkust van de Verenigde Staten geopend. In 1978 werd Twin Toboggans, gebouwd in 1972, verwijderd. Gedurende de jaren tachtig werden een aantal kleinere attracties als Cyclops, Pirat, Wave Swinger, Conestoga en Timber Rattler gebouwd. In 1987 werd de wildwaterbaan Canyon River Rapids gebouwd.

### 1990–1999

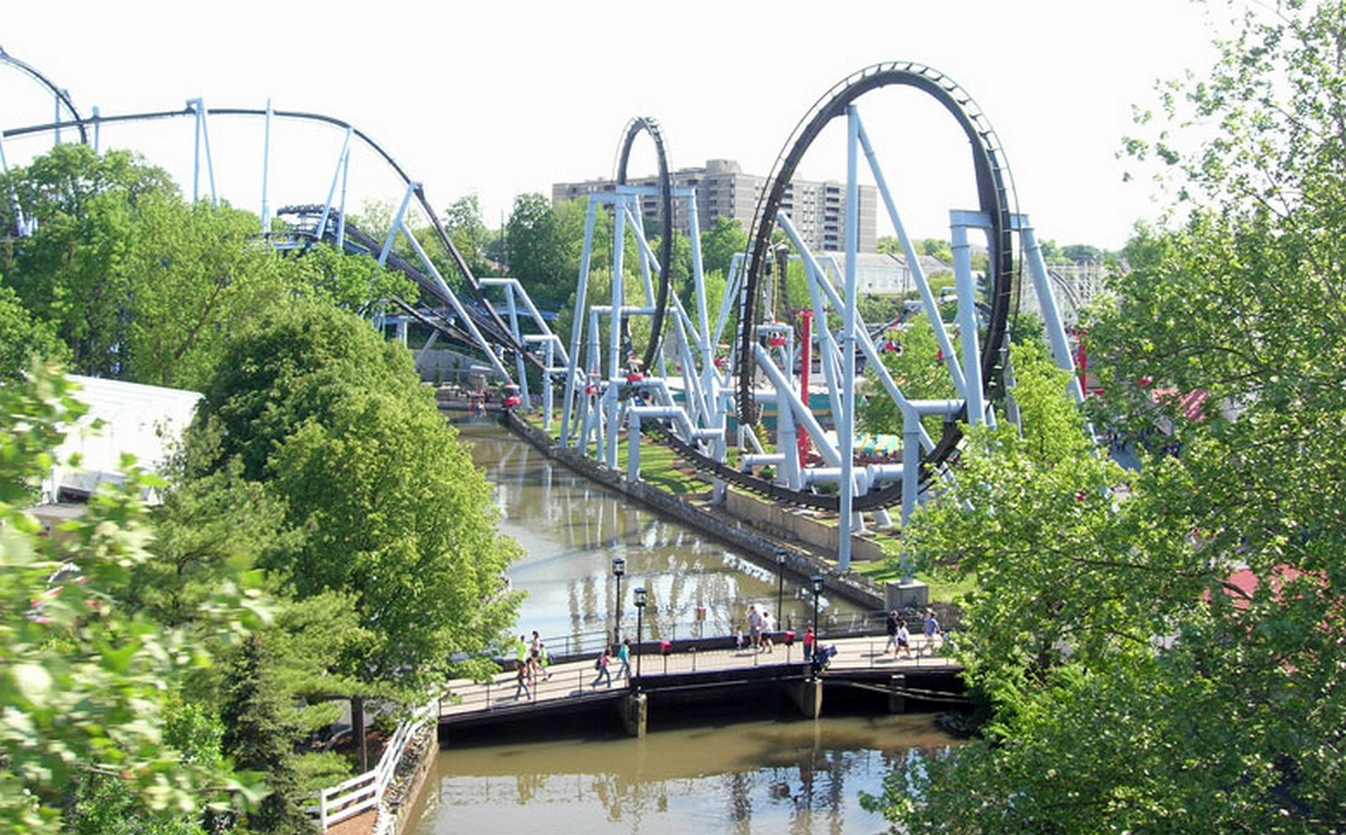
De Great Bear achtbaan.

In 1990 werd begonnen met de aanleg van het nieuwe themagebied Minetown. Een aantal van de oude attracties (de arcade, Himalaya en Coal shaker) werden vervangen door nieuwe. In totaal werden vier achtbanen toegevoegd tussen 1990 en 2000; in 1991 Sidewinder, in 1996 Wildcat, Great Bear in 1998 en Wild Mouse in 1999. Een andere belangrijke toevoeging was de Tidal Wave in 1994.

### Ontwikkelingen na 1999
Sinds 1999 werden er nog vier achtbanen toegevoegd: Lightning Racer in 2000, Roller Soaker in 2002, Storm Runner in 2004 en in 2008 Fahrenheit. In 2005 werd de Giant Wheel attractie verwijderd en vervangen door twee klassieke attracties (Balloon Flite en Starship America). Ook werd de tijdens de renovaties in 1970 aangelegde Carrousel Circle omgevormd tot de Founder's Circle ter ere van de oprichter van het park. De eerste interactieve darkride waarbij twee wagentjes tegen elkaar strijden wordt in 2006 geopend onder de naam Reese's Xtreme Cup Challenge. In 2007 opent Hersheypark het themagebied The Boardwalk at Hersheypark met als thema water. In 2009 bevat het themagebied negen watergerelateerde attracties. In 2015 werd de nieuwe achtbaan Laff Trak geopend, een overdekte, draaiende achtbaan. Een jaar later werd de Condor weggehaald om plaats te maken voor de drie Hershey Vrijevaltorens. In 2017 werden bij Stormrunner en Fahrenreit de harde beugels vervangend door zachte beugels.
In 2020 opende Herseypark een nieuw themagebied genaamd Hershey's Chocolatetown, inclusief de Hyper Coaster Candymonium.
In 2022 en 2023 werd de houten achtbaan Wildcat omgetoverd tot een hybride achtbaan na een verbouwing van een klein jaar welke vergelijkbaar was met die van Robin Hood naar Untamed in Walibi Holland.

## Attracties
Hersheypark heeft meer dan 60 attracties waaronder 14 achtbanen.

### Huidige achtbanen

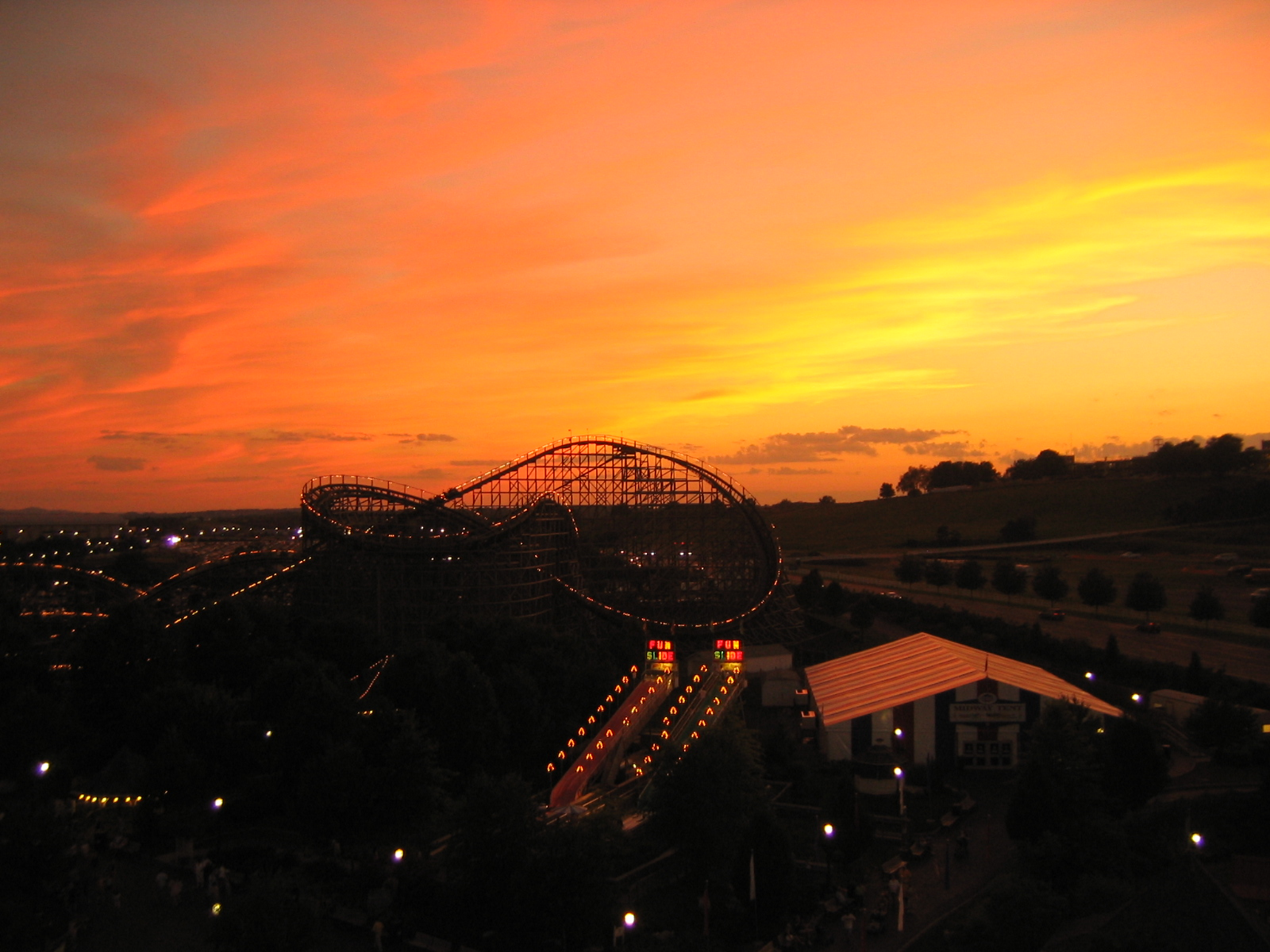
Midway America bij schemer.

| Naam                | Jaar opening | Type                         | Bouwer                         |
| ------------------- | ------------ | ---------------------------- | ------------------------------ |
| Comet               | 1946         | Houten achtbaan              | Philadelphia Toboggan Coasters |
| Trailblazer         | 1974         | Mijntreinachtbaan            | Arrow                          |
| SooperDooperLooper  | 1977         | Stalen achtbaan              | Schwarzkopf                    |
| Jolly rancher remix | 1991         | Boomerangachtbaan            | Vekoma                         |
| Great Bear          | 1998         | Omgekeerde achtbaan          | Bolliger & Mabillard           |
| Wild Mouse          | 1999         | Wildemuisachtbaan            | MACK Rides                     |
| Lightning Racer     | 2000         | Houten tweelingachtbaan      | Great Coasters International   |
| Storm Runner        | 2004         | Lanceerachtbaan              | Intamin AG                     |
| Fahrenheit          | 2008         | Stalen achtbaan              | Intamin AG                     |
| Skyrush             | 2012         | Stalen achtbaan              | Intamin AG                     |
| Cocoa Cruiser       | 2014         | Familieachtbaan              | Zamperla                       |
| Laff Track          | 2015         | overdekte draaiende achtbaan | Maurer AG                      |
| Candymonium         | 2020         | Hyper Coaster                | bolliger & Mabillard           |
| Wildcat's Revenge   | 2023         | Hybride achtbaan             | Rocky Mountain Construction    |

### Verdwenen achtbanen
| Naam           | Jaar opening | Jaar sluiting | Type              | Bouwer                         |
| -------------- | ------------ | ------------- | ----------------- | ------------------------------ |
| Wildcat        | 1996         | 2022          | Houten achtbaan   | Great Coasters International   |
| Wildcat        | 1923         | 1945          | Houten achtbaan   | Philadelphia Toboggan Coasters |
| Little Comet   | Jaren zestig | 1978          | Stalen achtbaan   | Carl Miller                    |
| Twin Toboggans | 1972         | 1977          | Stalen achtbaan   | Chance Rides                   |
| Roller Soaker  | 2002         | 2012          | Hangende achtbaan | Setpoint                       |